# نیدرهاوسبرگن
نیدرهاوسبرگن (به فرانسوی: Niederhausbergen) یک کمون در فرانسه با جمعیت ۱٬۳۸۱ نفر است که در Canton of Mundolsheim واقع شده‌است.